# Podlessje (Kaliningrad, Prawdinsk)
Podlessje (russisch Подлесье, deutsch Dietrichswalde) war ein Ort in der russischen Oblast Kaliningrad. Er gehörte zum Dorfsowjet Poretschenski selski Sowet (Dorfsowjet Allenau) im Rajon Prawdinsk. Vor 1945 war dies der Ort Dietrichswalde im ostpreußischen Kreis Friedland (1927 bis 1945 „Kreis Bartenstein“).

## Geographische Lage
Die Ortschaft Dietrichswalde grenzte im Westen an Schwönau (russisch Perewalowo), im Süden an Heinrichsdorf (Rownoje), im Südosten an Hansfelde, und im NO an Klein Schönau (Oktjabrskoje). Zum Ort gehörten noch drei größere Güter, welche sich im Nordwesten, südlich und östlich befanden.
Durch den Ort verlief die Zaprudnaja (deutsch Schwöne), welche bei Puschkeiten (russisch Sosnowka) entspringt.

## Geschichte
Dietrichswalde war ein ostpreußisches Gemeindedorf, für das 1370 die Handfeste verliehen wurde.
Bereits 1785 wird die Ortschaft mit 23 wohnbaren Häusern erwähnt, 1820 waren es 28 Häuser bei 249 Einwohnern. Die größeren außerhalb der Ortslage gelegenen Güter entstanden nach der Separation um das Jahr 1830. Auf einem der Güter wird im Jahre 1898 ein Instmann genannt.
Am 11. Juni 1874 wurde Dietrichswalde Amtsdorf und damit namensgebend für einen Amtsbezirk. Anfangs waren nerben Dietrichswalde selbst noch drei Kommunen eingegliedert: Heinrichsdorf (russisch Rownoje), Klein Schönau (Oktjabrskoje) und Zehlaubruch (Osjorskoje boloto). Um 1880 kamen noch hin zu: Elisenau (kein russischer Name bekannt), teilweise Georgenau (Roschtschino), teilweise Kloschenen (Lukino) und teilweise Wommen (Dalneje). Aufgrund struktureller Veränderungen gehörten 1930 nur noch Dietrichswalde und Klein Schönau zum Amtsbezirk, woraufhin er am 4. Mai 1930 seine bisherige Bezeichnung verlor und in „Amtsbezirk Klein Schönau“ umbenannt wurde, der bis 1945 bestand. 1945 wurden für das Dorf 23 bewohnbare Häuser genannt.
Zählte Dietrichswalde im Jahre 1910 noch 161 Einwohner, so belief sich ihre Zahl im Jahre 1933 auf 278 und im Jahre 1939 auf 245.
In Kriegsfolge wurde das gesamte nördliche Ostpreußen 1945 an die Sowjetunion abgetreten. Dietrichswalde erhielt 1947 die russische Namensform „Podlessje“ und wurde in den Poretschje selski Sowet (Dorfsowjet Allenau) im Rajon Prawdinsk der Oblast Kaliningrad (Gebiet Königsberg (Preußen)) eingegliedert. Doch fand nur eine geringe Neubesiedlung des Dorfes statt, so dass die Einwohnerzahl bald gegen Null ging. Man zog die Konsequenzen: ab 1960 begann der Abriss aller Gebäude. Bereits vor 1988 gilt Podlessje als verlassener Ort und damit als untergegangen. Seine nicht mehr regulär wahrnehmbare Ortsstelle liegt nun im Munizipalkreis Rajon Prawdinsk (Stadtkreis Friedland) der Oblast Kaliningrad.

## Religion
Christentum
Bis 1945 gehörte Dietrichswalde zum evangelischen Kirchspiel Klein Schönau in der Kirchenprovinz Ostpreußen der Kirche der Altpreußischen Union, außerdem zur römisch-katholischen Pfarrkirche in der Stadt Friedland.
Die nächstgelegene evangelische Gemeinde wäre heute die in der Stadt Domnowo (Domnau). Sie ist eine Filialgemeinde der Auferstehungskirche in Kaliningrad (Königsberg) in der Propstei Kaliningrad der Evangelisch-lutherischen Kirche europäisches Russland (ELKER).

## Verkehr
Die Ortsstelle von Podlessje liegt an einer Nebenstraße, die von Oktjabrskoje (Klein Schönau) zur ehemaligen Ortsstelle von Perewalowo (Schwönau) an der 27A-083 (ex A196, frühere deutsche Reichsstraße 131) führt. Die nächste Bahnstation war vor 1945 der Bahnhof in der Stadt Friedland (Prawdinsk).